# Марек Нит
Марек Нит (ест. Marek Niit; Куресаре, 9. август 1987) је естонски атлетичар, специјалиста за дисциплине 100 м и 200 м. Вишеструки је рекордер Естоније и светски јуниорски првак 2006.

## Каријера
Атлетиком се почео бавити од 2004, а већ 2006. на Светском јуниорском првенству у Пекингу постао је светски јуниорски првак у дисциплини трчања на 200 метара
У 2009, одлази на Универзитет Арканзас у Фејетвилу, САД и учествује у академским такмичењима у организацији НКАА са Arkansas Razorbacks. Учествовао је на Светском првенству 2009. у Берлину на 200 метара, квалификовао се у четвртфинале, али је одустао због повреде.
Дана 25. марта 2011. у Остин, поставио је нови рекорд Естоније на 100 метара у времену 10,21 секунду. Због добрих резултата у 2011. Марек Нит је учествовао на Светском првенству 2011. у Тегуу без значајнијег успеха. У трци на 100 метара био је 32 (10,53) , на 200 метара 29 (20,90) .